# Бетола-Целофоромањо (Милано)
Бетола-Целофоромањо је насеље у Италији у округу Милано, региону Ломбардија.
Према процени из 2011. у насељу је живело 13761 становника. Насеље се налази на надморској висини од 106 м.